# Mistrzostwa Wspólnoty Narodów w boksie 2003
Mistrzostwa Wspólnoty Narodów w boksie 2003 − 3. edycja mistrzostw Wspólnoty Narodów w boksie. Rywalizacja miała miejsce w Kuala Lumpur. Trzecia edycja odbyła się dopiero po 7. latach od poprzedniej edycji. Zawodnicy rywalizowali w jedenastu kategoriach wagowych.

## Medaliści
| Kategoria wagowa              | Złoto              | Srebro           | Brąz                                   |
| Waga papierowa (-48 kg)       | Mohammed Ali Qamar | Nauman Karim     | James Fowl Romesh Fernando             |
| Waga musza (-51 kg)           | Lechedzani Luza    | Don Broadhurst   | Paul Baker Akhil Kumar                 |
| Waga kogucia (-54 kg)         | Nzimeni Msutu      | Leslie Sekotswe  | Diwakar Prasad Sammy Jewell            |
| Waga piórkowa (-57 kg)        | Mehrullah Lassi    | Martin Lindsay   | Ludumo Galada Mohd Rosdi Ibrahim       |
| Waga lekka (-60 kg)           | Adnan Yusoh        | Reji Ramanand    | Bongani Mahlangu Anthony Little        |
| Waga lekkopółśrednia (-64 kg) | Asghar Ali Shah    | Taureano Johnson | Todd Kidd Tony Cesay                   |
| Waga półśrednia (-69 kg)      | Jarrod Fletcher    | Seroba Binda     | Kwanele Zulu Kahukura Bentson          |
| Waga średnia (-75 kg)         | Jamie Pittman      | Eamonn O’Kane    | Neil Perkins Mohamed Khairul Akmal     |
| Waga półciężka (-81 kg)       | Jitender Kumar     | Tshepang Mohale  | Joseph Lubega Tony Davis               |
| Waga ciężka (-91 kg)          | Adam Forsyth       | Nick O’Connell   | Varghese Johnson Apostolos Eleftheriou |
| Waga super ciężka (+91 kg)    | David Price        | Justin Whitehead | Ian Millarvie Muzaffar Iqbal Mirza     |